# Pierre de Belle-Isle
Pierre Nau de Belle-Isle (5 juillet 1744, Castelmoron - 16 janvier 1825, Castelmoron), est un homme politique français.

## Biographie
Il fut reçu avocat au parlement de Bordeaux et exerça les fonctions d'avocat du roi au sénéchal de Castelmoron, dans l'ancien comté d'Albret, et devint maire de Castelmoron. Le 17 mars 1789, cette sénéchaussée l'élut député du tiers-état aux États généraux.
Il appartint à la majorité, et fut successivement, après la session, membre du directoire du district de la Réole, juge au tribunal du même district, juge de paix de Castelmorou (an IV), et juge suppléant au tribunal de première instance de la Réole.

### Sources
- « Pierre de Belle-Isle », dans Adolphe Robert et Gaston Cougny, Dictionnaire des parlementaires français, Edgar Bourloton, 1889-1891 [détail de l’édition]